# نادین هانسن
نادین هانسن (انگلیسی: Nadine Hanssen؛ زادهٔ ۷ اکتبر ۱۹۹۳) بازیکن فوتبال اهل پادشاهی هلند است.